# Höftskynke

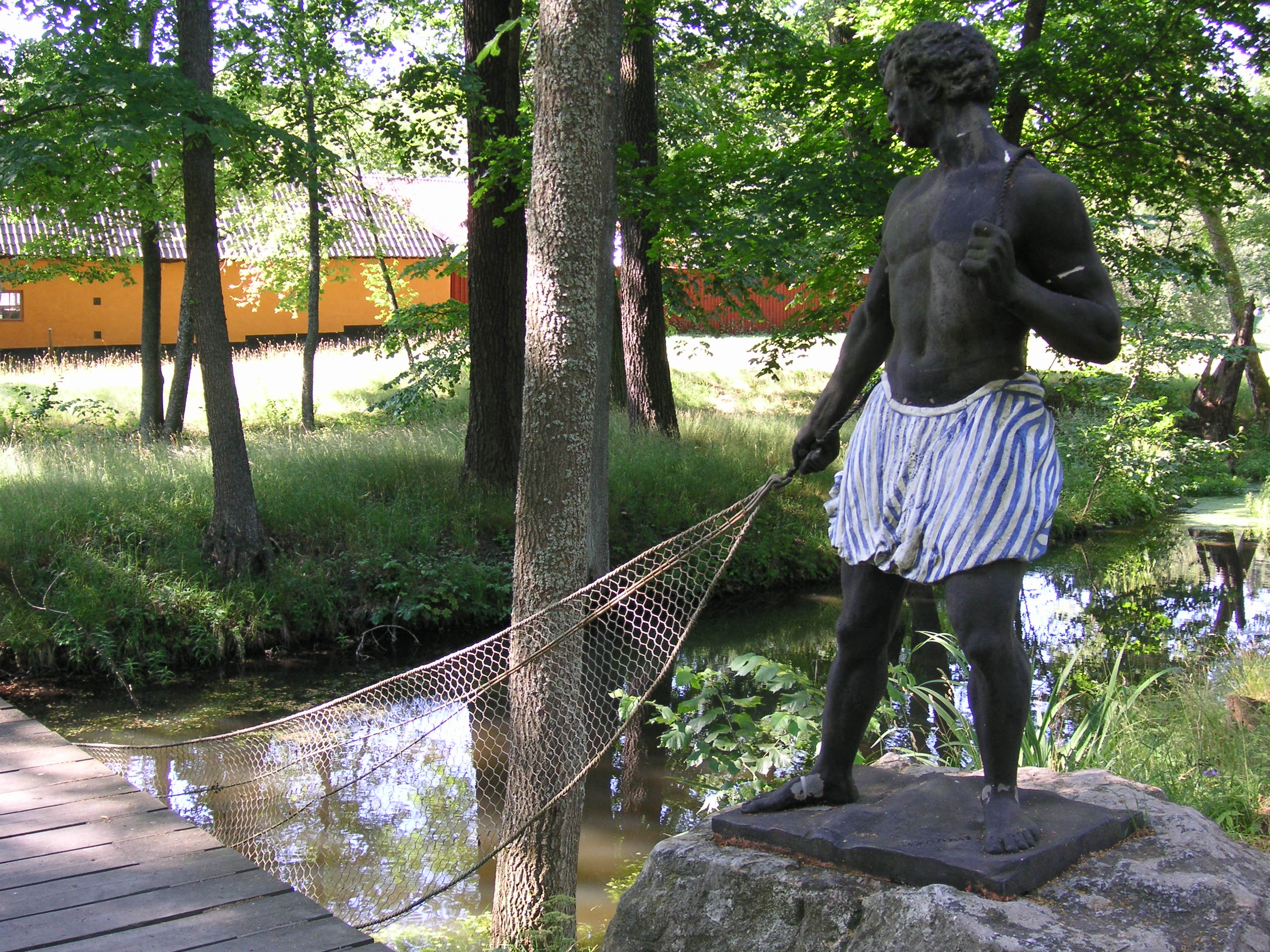
Nätdragande morianen vid Igelbäcken i Ulriksdals slottspark iförd höftskynke.

Ett höftskynke är ett klädesplagg som sitter fast runt höfterna och hänger löst ner mot knäpartiet. Det används framförallt i tropiskt klimat där man inte behöver kläder för att värma sig.